# Коротовинська
Коротовинська (рос. Коротовинская) — присілок в Ленському районі Архангельської області Російської Федерації.
Населення становить 5 осіб. Входить до складу муніципального утворення Сойгинське поселення.

## Історія
Від 2004 року входить до складу муніципального утворення Сойгинське поселення.

## Населення
| 2002 | 2010 | 2012 |
| ---- | ---- | ---- |
| 21   | ↘3   | ↗5   |